# Campanula monodiana
Campanula monodiana är en klockväxtart som beskrevs av René Charles Maire. Campanula monodiana ingår i släktet blåklockor, och familjen klockväxter. Inga underarter finns listade i Catalogue of Life.